# Ça c'est Bruxelles
Ça c'est Bruxelles (titre en néerlandais : Dat is Brussel) est un film belge muet réalisé en 1927 par Francis Martin qui s'est basé sur une nouvelle de Frans Dons. Selon la Cinémathèque royale de Belgique qui, en 2014, l'a édité en DVD, le film est resté inachevé,.

## Synopsis
Ce film d'une durée de 7 minutes présente de multiples prises d'essai et des scènes préparées sont alternées par des images de la gare du Nord, du quartier des Marolles, de la rue Neuve, du marché aux puces de la place du Jeu de Balle, du marché aux oiseaux de la Grand-Place de Bruxelles, le palais Stoclet de l'architecte autrichien Josef Hofmann sur la chaussée de Tervueren.

## Fiche technique
- Titre original : Ça c'est Bruxelles
- Titre en néerlandais : Dat is Brussel
- Réalisation : Francis Martin
- Scénario : d'après un livre de Frans Dons
- Pays d'origine :  Belgique
- Format : Muet  - Noir et blanc
- Genre : Documentaire

## Distribution
- Léo Adel
- Aimé Bourgeois
- Edouard Bréville
- Delrey
- Zizi Festerat
- Francis Martin
- Max Petit
- Madame Syrianne
- Madame Thibaut
- René Vermandèle